# Caroline Kilchenmann
Caroline Kilchenmann (* 2. August 1984 in Freiburg im Üechtland) ist eine Schweizer Biathletin und Skibergsteigerin.
Ihre ersten internationalen Biathlonrennen bestritt sie im Junioren-Europacup in Gurnigel. Da neben ihr selbst nur noch die Argentinierin Claudia Herlein antrat, konnten die überlegenen Siege der jungen Schweizerin nicht verwundern. In der Saison 2005/06 nahm sie am IBU-Cup der Frauen teil. Ihr erstes Rennen bestritt sie in Obertilliach und wurde 41. des Sprints und 36. der Verfolgung. Bestes Ergebnis war ein vierter Platz eines Sprints in Gurnigel, den sie 2006 erreichte. Dreimal nahm sie an Biathlon-Europameisterschaften teil. 2006 startete sie in Langdorf und wurde 55. des Einzels, 35. des Sprints und 37. der Verfolgung. 2007 wurde sie in Bansko 27. des Einzels, 35. des Sprints und 28. der Verfolgung. Zum dritten Mal startete Kilchenmann 2008 in Nové Město na Moravě und erreichte dort die Plätze 55 im Einzel und 56 im Sprint. 2005 gewann sie den Titel im Einzel bei den Schweizer Meisterschaften, 2006 wurde sie Vizemeisterin in Sprint und Massenstart. Im Folgejahr lag sie in Abwesenheit der anderen Kaderathleten bei Sprint und Verfolgung erneut vorne, auch wenn offiziell keine Titel vergeben wurden. Danach war sie bei keinem nationalen oder internationalen Wettkampf mehr vertreten. Neben Selina Gasparin galt sie Mitte der 2000er-Jahre als beste Schweizer Biathletin.
2011 erreichte Kilchenmann im Skibergsteigen bei der Pierra Menta zusammen mit Valérie Berthod-Pellissier den zehnten Platz in der Damenwertung. Ende April 2012 nahm sie an der Patrouille des Glaciers teil und belegte gemeinsam mit Selina Gasparin und Victoria Kreuzer Rang sechs von 26 gestarteten Frauenteams.
Kilchenmann lebt in Cormagens. Während ihrer Biathlonkarriere startete sie für den SC Im Fang und trainierte in Wallenried. Später wechselte sie als Rennchefin Ski Nordisch in den Vorstand des Schweizerischen Akademischen Skiclubs (SAS) Fribourg. Von 2008 bis 2011 studierte sie Rechtswissenschaften an der Universität Freiburg mit Bachelor-Abschluss. Seitdem setzt sie ihre praktischen Studien an der Universität Neuenburg fort.